# 1987-es UEFA-szuperkupa
Az 1987-es UEFA-szuperkupa a 12. európai labdarúgó-szuperkupa volt. A két mérkőzésen az 1986–1987-es bajnokcsapatok Európa-kupája-győztes portugál FC Porto és az 1986–1987-es kupagyőztesek Európa-kupája-győztes holland AFC Ajax játszott.
Mindkét mérkőzést a Porto nyerte egyarányt 1–0-ra, így a portugál csapat nyerte a szuperkupát.

## Eredmények

### Első mérkőzés
| 1987. november 24. |

| AFC Ajax | 0–1   | FC Porto  |
| -------- | ----- | --------- |
|          | (0–1) | Barros 5' |

| De Meer Stadium, Amszterdam Nézőszám: 27 000 |

### Második mérkőzés
| 1988. január 13. |

| FC Porto          | 1–0   | AFC Ajax |
| ----------------- | ----- | -------- |
| António Sousa 70' | (0–0) |          |

| Estádio das Antas, Porto Nézőszám: 50 000 |

A szuperkupát az FC Porto nyerte 2–0-s összesítéssel.
| Az 1987-es UEFA-szuperkupa győztese |
| ----------------------------------- |
| FC Porto 1. cím                     |

## Lásd még
- 1986–1987-es bajnokcsapatok Európa-kupája
- 1986–1987-es kupagyőztesek Európa-kupája